# پنج‌انگشت هندی
پنج‌انگشت هندی، دست مریم (نام علمی: Vitex trifolia) نام یک گونه از تیره نعناعیان است.